# Beautiful Song
«Beautiful Song» — песня на английском языке, исполненная латвийской певицей Анмари в песенном конкурсе «Евровидение-2012» от Латвии. Премьера песни состоялась 16 марта 2012 года. Текст песни повествует о молодой артистке, начавшей стремиться к большому успеху после слов её матери: «вырасти и стань певицей»; и жеста её отца — «…просто улыбнулся и подарил мне гитару…». Создана Ролансом Удрисом и Иварсом Макстниексом.

## Информация о песне
Песня «Beautiful Song» была заявлена в качестве участницы на «Евровидении - 2012» 18 февраля 2012 года на концертном шоу в Вентспилсе. Заняв с песней 16-е место в первом полуфинале 22 мая, Анмари не вышла в финал конкурса. Композиция неоднократно ссылается на Джонни Логана, многократного победителя Евровидения («Я родилась в далеком 1980, году, когда выиграл Джонни Логан...»), сэра Мика Джаггера и сэра Пола Маккартни.

## Видеоклип
Видеоклип песни был презентован 16 марта 2012 года на официальном канале звукозаписывающей студии «JUMPstudioLATVIA» на сайте «YouTube». На 22 марта 2021 года его просмотрели более 900 тысяч раз.

## Участники записи
Данные взяты из титров клипа.
- Linda Dinsberga — вокал
- Ivars Makstnieks — музыка
- Rolands Ūdris — автор текста
- Aija Strazdina — режиссер, сценарист
- Uvis Burjans — оператор
- Janis Salms — ассистент оператора
- Inese Krumina — художник-гримёр
- Iveta Surma — художник по костюмам, художник-гримёр
- Baiba Bindemane —художник-гримёр